# Koyasan

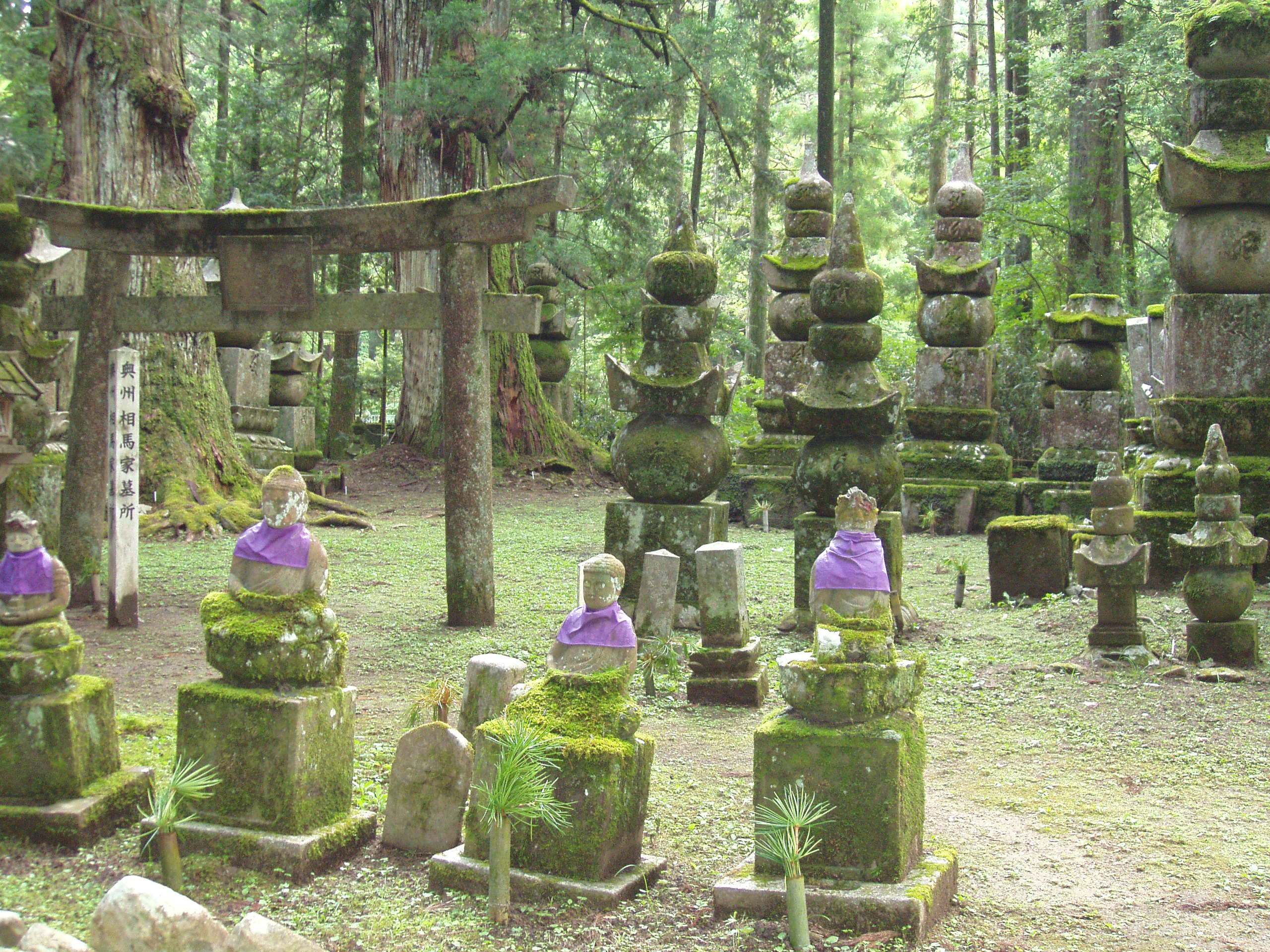
Okunoin-begraafplaats

Koyasan (Japans: 高野山,Kōya-san) is een berg in de prefectuur Wakayama ten zuiden van Osaka.
De berg werd voor het eerst betrokken door de monnik Kukai, de stichter van het Shingon-boeddhisme, in 819. Koyasan is nu vooral bekend als hoofdkwartier van het Shingon-boeddhisme, een belangrijke school binnen het Japanse boeddhisme. Het oorspronkelijke klooster is gelegen in de vallei op 800 m hoogte, te midden van de acht pieken van de berg. Geleidelijk aan is het klooster versmolten met de gemeente Koya. Op de berg vindt men een religieuze universiteit en 120 tempels.
Belangrijke locaties zijn:
- De Okunoin-begraafplaats (奥の院), met het mausoleum van Kukai is dit de grootste begraafplaats van Japan;
- Danjogaran (壇上伽藍);
  - Konpon Daitō (根本大塔), een pagode die volgens de Shingon-leer het centrale punt van een mandala is die niet enkel Koyasan, maar heel Japan bedekt;
- Kongobu-ji [ja] (金剛峰寺), het hoofdkwartier van het Shingon-boeddhisme.

In 2004 erkende UNESCO Koyasan, als onderdeel van de drie heilige plaatsen en pelgrimsroute in het Kii-gebergte, als Werelderfgoed.
| Koyasan |
| --- |
| - Daimon - Danjogaran Kondo - Danjogaran Saito - Danjogaran Toto - Danjogaran Daiedo - Danjogaran Fudodo - Kongobuji tempel - Pagode van Kongozanmaiin |